# Emily Lloyd
Emily Lloyd-Pack (Londen, 29 september 1970), beter bekend als Emily Lloyd, is een Britse actrice.

## Loopbaan
Op 16-jarige leeftijd speelde ze in haar debuut en doorbraakrol in de film Wish You Were Here uit 1987, waarvoor ze lovende kritieken en prijzen voor beste actrice ontving van de National Society of Film Critics en de Evening Standard British Film Awards. Ze verhuisde vervolgens op 17-jarige leeftijd naar Manhattan, ontving talloze filmaanbiedingen en speelde in 1989 in de films Cookie en In Country.
Lloyd's geestelijke gezondheid begon af te nemen in haar late tienerjaren en ze miste verschillende prominente rollen vanwege een combinatie van factoren. Ze wees de hoofdrol in de film Pretty Woman uit 1990 af omdat ze al had ingestemd om te schitteren in Mermaids, waaruit ze later werd herschikt. Ze werd ontslagen uit de film Husbands and Wives uit 1992 omdat haar verslechterende gezondheid haar vermogen om te werken aantastte, en werd ook vervangen in de film Tank Girl uit 1995. In 1997 zei een journalist dat Lloyd "dreigde beter bekend te worden vanwege de delen die ze heeft verloren dan de rollen die ze heeft gespeeld". Hoewel ze gedurende deze tijd in films bleef acteren, werd ze meestal verbannen naar ondersteunende rollen.
Lloyd's geestelijke gezondheid bleef in latere jaren verslechteren. Hoewel ze de hoofdrol speelde in de onafhankelijke film The Honeytrap uit 2002 die lovende kritieken kreeg, en ook optrad in theaterproducties, had ze moeite om werk te vinden en werd ze gediagnosticeerd met verschillende psychische aandoeningen. In 2013 was de gezondheid van Lloyd gestabiliseerd. Datzelfde jaar publiceerde ze een autobiografie, Wish I Was There.
Met haar theater carrière maakte Lloyd haar debuut op het podium in 1996 als Bella Kooling in Max Klapper bij de Electric Cinema. In 1997 werd ze gecast als Eliza Doolittle in de Albery Theatre-productie van Pygmalion, geproduceerd door Bill Kenwright. Het zou haar West End-debuut worden. Kort nadat de repetities begonnen, liep de oorspronkelijke regisseur Giles Havergal weg, met rapporten waarvan hij vond dat Lloyd onmogelijk was om mee samen te werken. Lloyd verliet later de productie zelf, daarbij verwijzend naar een probleem met een ander lid van de cast. Een journalist van The Independent merkte vervolgens op dat Lloyd "het gevaar liep beter bekend te worden vanwege de delen die ze heeft verloren dan de rollen die ze heeft gespeeld". In 2003 verscheen ze als Ophelia in Hamlet op het Shakespeare Festival in Leeds en Brighton.

## Privéleven
Tot 2005 was Lloyd's enige openbare langdurige relatie met Danny Huston. Het paar begon te daten in 1993 en ging eind 1994 uit elkaar. In 2013 zei Lloyd dat ze seksueel was misbruikt door een vriend van de familie toen ze vijf jaar oud was, wat een belangrijke oorzaak was van haar angst en depressie. In oktober 2014 had Lloyd een dochter, Arrabelle, met haar partner, zanger Christian Jupp.

## Filmografie

### Film
| Jaar | Titel                        | Rol                       | Opmerkingen |
| ---- | ---------------------------- | ------------------------- | ----------- |
| 1987 | Wish You Were Here           | Lynda Mansell             |             |
| 1989 | Cookie                       | Carmela 'Cookie' Voltecki |             |
| 1989 | In Country                   | Samantha Hughes           |             |
| 1990 | Chicago Joe and the Showgirl | Betty Jones               |             |
| 1991 | Scorchers                    | Splendid                  |             |
| 1992 | A River Runs Through It      | Jessie Burns              |             |
| 1995 | Under the Hula Moon          | Betty Wall                |             |
| 1996 | Livers Ain't Cheap           | Lisa Tuttle               |             |
| 1996 | When Saturday Comes          | Annie Doherty             |             |
| 1996 | Masculine Mescaline          | Charlotte                 | Korte film  |
| 1996 | Dead Girl                    | Moeder                    |             |
| 1997 | Welcome to Sarajevo          | Annie McGee               |             |
| 1998 | Boogie Boy                   | Hester                    |             |
| 1998 | Brand New World              | Kim Patterson             |             |
| 2002 | The Honeytrap                | Catherine                 |             |
| 2003 | Hey Mr DJ                    | Angela                    |             |
| 2008 | The Conservatory             | Audition Monitor          | Korte film  |
| 2016 | No Reasons                   | Yvonne                    |             |

### Televisie
| Jaar | Titel                   | Rol                     | Opmerkingen                     |
| ---- | ----------------------- | ----------------------- | ------------------------------- |
| 1988 | Tickets for the Titanic | Polly                   | Aflevering: "Everyone a Winner" |
| 1994 | Override                | Avis                    | Televisiefilm                   |
| 1996 | Strangers               | Jennie                  | Aflevering: "Costumes"          |
| 2001 | Dark Realm              | Emma                    | Aflevering: "Emma's Boy"        |
| 2003 | Riverworld              | Alice Lidell Hargreaves | Televisiefilm                   |

## Prijzen en nominaties
| Jaar | Prijs                               | Categorie     | werk               | Uitslag     |
| ---- | ----------------------------------- | ------------- | ------------------ | ----------- |
| 1987 | National Society of Film Critics    | Beste actrice | Wish You Were Here | Gewonnen    |
| 1987 | Evening Standard British Film Award | Beste actrice | Wish You Were Here | Gewonnen    |
| 1988 | British Academy Film Award          | Beste actrice | Wish You Were Here | Genomineerd |